# Nu is nu
Nu is Nu was een kinderprogramma van de Nederlandse omroep KRO  met Paul Rigter als presentator. De serie werd voor het eerst uitgezonden in 2001. Er zijn in totaal 26 afleveringen opgenomen.
Het programma was van origine een Zweeds concept (Nu är det nu!), met eigen versies in Denemarken (NU er det NU), Noorwegen (Nå er det nå!) en Finland (SanoNYT). Deze versies werden allemaal in samenwerking met SVT gemaakt en opgenomen in dezelfde studio van SVT. In navolging van de Scandinavische versies maakte de KRO een Nederlandse versie, die ook in de studio's van SVT in Stockholm werd opgenomen, waarbij hetzelfde decor werd gebruikt als in het originele programma.

## Programmaopzet
Het programma speelde zich grotendeels af op een hemelsblauwe wereldbol, waar aan de ene kant het huis stond waar Paul woonde en experimenteerde. Aan de andere kant van de wereldbol woonde de hondenbende, honden die veel van wiskunde houden.  
Elk programma had een overkoepelend thema, geïntroduceerd door een kind. Dit waren thema's zoals vriendschap, onrecht, ruimte, het lichaam, temperaturen, hoe het regent, hoe je kunt vliegen, etc.
De scènes met het huis van Paul en de Hondenwereld werden afgewisseld door scènes met kinderen, afwisselend opgenomen in Zweden, Denemarken, Noorwegen en Finland. Deze werden door Nederlandse kinderen nagesynchroniseerd, en er werden ook Nederlandse scènes toegevoegd.

### Honden
De scènes met de honden werden geproduceerd door SVT en in het Nederlands nagesynchroniseerd. De honden hadden geen namen, maar werden met een getal aangeduid.
| Hond | Ras                   | Nederlandse stemacteur |
| ---- | --------------------- | ---------------------- |
| 1    | Basset hound          | Stan Limburg           |
| 2    | Chinese naakthond     | Marcel Kuijer          |
| 3    | Engelse cockerspaniël | Doris Baaten           |
| 4    | ?                     | Marjolein Algera       |
| 5    | Franse buldog         | Lottie Hellingman      |
| 6    | Lakelandterriër       | Olaf Wijnants          |
| 7    | Afghaanse windhond    | Hetty Heyting          |
| 8    | Siberische husky      | Rieneke van Nunen      |
| 9    | ?                     | Frans van Deursen      |